# Петренко, Светлана
Светлана Петренко (рум. Svetlana Petrenco; род. 27 мая 1974) — молдавская шахматистка, гроссмейстер среди женщин (2001), международный мастер среди мужчин (2004).

## Биография
В 1992 году участвовала в юниорском чемпионате мира среди девушек в возрастной группе U18, а в 1993 году участвовала в юниорском чемпионате Европы среди девушек в возрастной группе U20. В 1995 году в Кишинёве участвовала в женском межзональном турнире. В 1999 году поделила первое место в женском международном шахматном турнире в Бухаресте. В 2004 году победила на турнире во Львове. В 2005 году победила на женских международных шахматных турнирах в Санкт-Петербурге и в Белграде. На турнире в Белграде побеждала ещё два раза (2006, 2007).
Многократная чемпионка Молдавии по шахматам (1993, 1998, 1999, 2000, 2001, 2012, 2013, 2015, 2016, 2017, 2018, 2019, 2021). В 2005 году первенствовала и на мужском чемпионате Молдавии по шахматам.
Участвовала в женских чемпионатах мира по шахматам:
- В 2001 году в Москве после победы в первом туре во втором туре проиграла Чжу Чэнь[2];
- В 2004 году в Элисте в первом туре проиграла Наталье Жуковой[3].

Представляла Молдавию на девяти шахматных олимпиадах (1998, 2002—2016) и на двух командных чемпионатах Европы по шахматам (2001—2003), где в командном зачёте завоевала серебряную медаль (2001).